# حفاری (فیلم ۲۰۲۱)
حفاری (به انگلیسی: The dig) یک فیلم درام تاریخی به کارگردانی سایمون استون محصول سال ۲۰۲۱ می‌باشد. این فیلم بر اساس رمان حفاری اثر جان پرستون می‌باشد که در سال ۱۹۳۷ اتفاق می‌افتد. در این فیلم کری مولیگان، رالف فاینس، لیلی جیمز، بن چاپلین، جانی فلین، کن استات، مونیکا دولان نیز بازی می‌کنند.

## خلاصه داستان
حفاری، نام فیلمی غم‌انگیز و بیوگرافی سال ۲۰۲۱ به کارگردانی سایمن استون می‌باشد. داستان این فیلم که در سال ۱۹۳۸ روایت می‌شود، زندگی یک باستان‌شناس را به تصویر می‌کشد که شروع به حفاری مهم تاریخی در ساتن هو می‌کند. اما…

## تاریخ انتشار
این فیلم با انتشار محدود در ۱۵ ژانویه اکران شد این فیلم به صورت جهانی در ۲۹ ژانویه ۲۰۲۱ در نتفلیکس اکران شد.

## بازیگران
- کری مولیگان در نقش ادیت پریتی
- رالف فاینس در نقش بازیل براون
- لیلی جیمز در نقش پگی پرستان
- جانی فلین در نقش روری اون لوماکس
- بن چاپلین در نقش استوارت پیگوت
- کن استات در نقش چارلز فیلیپس (باستان‌شناس)
- آرچی بارنز در نقش رابرت پرتی
- مونیکا دولان در نقش می براون

## نقدها
این فیلم بر اساس بازبینی جمعی با ۲۱ نقد در راتن تومیتوز امتیاز %۸۶ را از این سایت کسب کرد؛ و اما در سایت متاکریتیک با ۱۲ نقد توانست ۷۴/۱۰۰ را کسب کند؛ و توانسته امتیاز خوبی را از منتقدان کسب کند.